# Eugie Foster
Eugie Foster (* 30. Dezember 1971 in Urbana, Illinois; † 27. September 2014 in Atlanta, Georgia) war eine US-amerikanische Science-Fiction- und Fantasy-Schriftstellerin, die in erster Linie Kurzgeschichten schrieb. Zusätzlich verfasste sie Kolumnen und betätigte sich als Herausgeberin.

## Biografie
Foster lebte in Atlanta, Georgia. An der Illinois State University schloss sie ihr Studium in Entwicklungspsychologie als Magistra ab. Sie arbeitete als Herausgeberin der Gesetzgebung der Generalversammlung von Georgia. 1992 heiratete sie Matthew M. Foster.
Im Bereich Science-Fiction und Fantasy betätigte sie sich als Chefredakteurin für die beiden Online-Plattformen Tangent Online und The Fix, die Rezensionen für Kurzgeschichten veröffentlichen. Ebenso war sie Geschäftsführerin für Dragon Con und gab deren Newsletter Daily Dragon heraus. Ebenso schrieb sie die Kolumne Writing for Young Readers. Sie kam monatlich heraus und richtete sich an Autoren für Kinder- und Jugendliteratur.
Ihre Geschichten wurden in mehreren namhaften Magazinen veröffentlicht, wie zum Beispiel: Fantasy Magazine, Realms of Fantasy, Orson Scott Card's InterGalactic Medicine Show, Best New Romantic Fantasy 2, Apex und Interzone. Ihre Sammlung von Kurzgeschichten Returning My Sister's Face and Other Far Eastern Tales of Whimsy and Malice wurde 2009 für die BSFA und Hugo Awards nominiert. Der Eugie Foster Memorial Award for Short Fiction wurde ihr zu Ehren ins Leben gerufen.
Einen Tag bevor Foster starb, wurde ihre letzte Story When It Ends, He Catches Her von Daily Science Fiction veröffentlicht. Die Geschichte war Finalist der Nebula-Verleihungen im Jahr 2015. Foster starb am 27. September im Emory University Hospital an einer Atemwegserkrankung, die aufgrund von Komplikationen bei der Behandlung gegen ein Mediastinales großzelliges B-Zell-Lymphom auftrat, das bei ihr am 15. Oktober 2013 diagnostiziert worden war.
Eine Parkbank und eine Gedenktafel wurden im Hessel Park von Champaign, Illinois errichtet.

## Auszeichnungen

### Nebula Award
- 2009: Returning My Sister's Face and Other Far Eastern Tales of Whimsy and Malice
- 2009: Sinner, Baker, Fabulist, Priest; Red Mask, Black Mask, Gentleman, Beast[8]

## Werke

### Storysammlungen
- Inspirations End (2005) – Scrybe Press
  - Inspirations End
  - Still My Beating Heart
- Returning My Sister's Face and Other Far Eastern Tales of Whimsy and Malice (2009) – Norilana Books
  - Daughter of Bótù
  - The Tiger Fortune Princess
  - A Thread of Silk
  - The Snow Woman’s Daughter
  - The Tanuki-Kettle
  - Honor is a Game Mortals Play
  - The Raven's Brocade
  - Shim Chung the Lotus Queen
  - The Tears of My Mother, the Shell of My Father
  - Year of the Fox
  - The Archer of the Sun and the Lady of the Moon
  - Returning My Sister’s Face
- Mortal Clay, Stone Heart and Other Stories in Shades of Black and White (2011)
  - The Life and Times of Penguin
  - Running on Two Legs
  - Black Swan, White Swan
  - The Bunny of Vengeance and the Bear of Death
  - A Nose for Magic
  - The Center of the Universe
  - The Wizard of Eternal Watch
  - Mortal Clay, Stone Heart
- The King of the Rabbits and Moon Lake and Other Tales of Magic and Mischief (2013)
  - The Girl Who Drew Cats
  - The Tax Collector's Cow
  - When Shakko Did Not Lie
  - The Princess and the Golden Fish
  - Li TIen and the Demon Nian
  - A Parade of Taylups
  - Cuhiya's Husband
  - The Dragon Breath's Seed
  - Kaawwa, Naagan, and the Queen's Diamond Necklace
  - The Adventures of Manny the Mailmobile
  - A Patch of Jewels in the Sky
  - Spring Arrives on a Hob's Tail
  - Second Daughter
  - Princess Bufo Marinus, Also Known as Amy
  - Razi and the Sunbird
  - The Red String
  - The Tortoise Bride
  - The King of the Rabbits and Moon Lake

### Kurzgeschichten
- All in My Mind (2003) – Phobos Books
- Returning My Sister's Face (2006) – Prime Books
- Nothing of Me (2006) – Apex Digest Press
- Souls of Living Wood – (2006) Fantasist Enterprises
- Mistress Fortune Favors the Unlucky (2007) Fantasist Enterprises
- The Wizard of Eternal Watch (2007) – Juno Books
- Honor is a Game Mortals Play (2007) – DAW Books
- Year of the Fox (2007) – Haworth Press
- The Life and Times of Penguin (2008) – Parsec Ink
- A Nose for Magic (2008) Llewellyn Publications
- Princess Bufo marinus, Also Known as Amy (2008) – Mirrorstone Books
- The Tears of My Mother, the Shell of My Father (2009) – Lethe Press
- Sinner, Baker, Fabulist, Priest; Red Mask, Black Mask, Gentleman, Beast 2009
- Mortal Clay, Stone Heart (2010) – DAW Books
- A Patch of Jewels in the Sky (2010) – Parsec Ink
- Whatever Skin You Wear (2013) – Solaris Books